# Mari Ushem

Situació de la República Marí dins la Federació Russa

Mari Ushem (en mari oriental: Марий ушем; en mari occidental: Мары ушем; traducció: Unió Mari) és una organització política i cultural del poble mari. Fou creada el 1917, en plena Revolució Russa, però fou dissolta per Stalin i els seus membres perseguits i represaliats.
El grup fou refundat l'abril del 1990 per a promoure el "renaixement del poble mari". Tanmateix, el nacionalisme no ha trobat gaire suport a Marí El i l'organització serveix de lligam entre els mari de dins i de fora de la república, així com per fomentar les relacions amb altres pobles ugrofinesos i denunciar les polítiques repressives i contra la llengua mari de les autoritats locals, raó per la qual dos destacats membres del grup, Vladimir Kozlov i Galina Kozlova, patiren assalts físics el 2007 per haver intentat viatjar a Finlàndia per a denunciar la situació del seu poble. Han estat promotors de l'admissió de Marí El com a membre de l'Organització de Nacions i Pobles No Representats (UNPO per les sigles en anglès).